# Pontiac Super Chief
Der Pontiac Super Chief war ein von dem US-amerikanischen Automobilhersteller Pontiac gebautes Modell der oberen Mittelklasse, das 1957 und 1958 angeboten wurde.

## Von Jahr zu Jahr

### 1957
1957 ersetzte der Super Chief das Deluxe-Modell Chieftain 870 des Vorjahres, während das Standard-Modell Chieftain 860 weiterhin als Chieftain verkauft wurde. Es gab ein 2-türiges Hardtop-Coupé, 4-türige Limousinen in Standard- und Hardtop-Ausführung und einen 5-türigen Kombi. 
Neben der luxuriöseren Ausstattung verfügte der Super Chief über kräftigere Motoren. Der 5.686 cm³ große V8 leistete 238–274 bhp (175–201 kW) und war damit jeweils 18 bhp stärker als der Chieftain.
In diesem Modelljahr wurden ca. 64.500 Super Chief hergestellt.

### 1958
1958 basierte der Super Chief auf dem langen Radstand des Star Chief und war nur noch als Coupé und Limousine lieferbar. Wie seine Schwestermodelle hatte er Doppelscheinwerfer, Panoramascheibe hinten und breitere Seitenstreifen im Bereich der Heckflossen bekommen. Der 243 bis 274 bhp (178–201 kW) leistende 6.063 cm³ -V8 entstammte dem Chieftain.
In diesem Jahr entstanden 27.130 Super Chief. Im Herbst 1958 wurde das Modell durch den Star Chief des Modelljahres 1959 abgelöst.

## Quelle
- Gunnell, John: Standard Catalog of American Cars 1946–1975. Krause Publication, Iola (2002), ISBN 0-87349-461-X.